# Wojciech Gołyński
Wojciech Gołyński herbu Biała – cześnik czernihowski w latach 1661–1679, rotmistrz królewski.
Poseł sejmiku halickiego na sejm 1667 roku i sejm abdykacyjny 1668 roku. Jako poseł ziemi halickiej na sejm elekcyjny 1669 roku był elektorem Michała Korybuta Wiśniowieckiego z ziemi halickiej w 1669 roku. Poseł na sejm koronacyjny 1676 roku z ziemi halickiej.